# Cremnocephalus alpestris
Cremnocephalus alpestris – gatunek pluskwiaka z podrzędu różnoskrzydłych, rodziny tasznikowatych (Miridae) i podrodziny Phylinae. Jeden z dwóch występujących w Polsce gatunków rodzaju Cremnocephalus.

## Budowa ciała
Owad ma ciało podłużne, długości od 4,5 do 6 mm. Ubarwiony jest ciemnobrązowo z takąż tarczką i przedpleczem. Półpokrywy ma ciemne z trójkątnym wzorem. 

## Tryb życia
Pluskwiak ten żyje na różnych gatunkach drzew iglastych, gdzie poluje na mszyce i inne drobne owady. Zimuje w postaci jaja. Posiada jedno pokolenie rocznie.

## Występowanie
Owad ten występuje w kilkunastu krajach Europy. W Polsce występuje pospolicie i wykazywany był ze wszystkich krajowych pasm górskich.